# Horst Haasler
Horst Haasler (* 3. März 1905 auf Gut Burental/Landkreis Tilsit-Ragnit, Ostpreußen; † 20. Mai 1969 in Westum) war ein deutscher Jurist und Politiker (GB/BHE, CDU).

## Leben und Beruf
Horst Haasler gehörte in Ostpreußen zu den Nachfahren der Salzburger Exulanten. Nach dem Besuch der Schulen in Burental und Berlin-Steglitz sowie dem Abitur 1924 am Gymnasium in Tilsit studierte Haasler Rechts- und Staatswissenschaften an den Universitäten in Tübingen, Berlin und Kiel. Es folgten völkerrechtliche Studien an den Universitäten in Riga und Dijon. Von 1928 bis 1932 war er als wissenschaftlicher Mitarbeiter bei Professor Walther Schücking am Institut für internationales Recht der Christian-Albrechts-Universität zu Kiel tätig. Nach dem Referendarexamen 1930 an der dortigen Universität und dem Assessorexamen 1932 an der Humboldt-Universität zu Berlin arbeitete Haasler als Rechtsanwalt in Ragnit und Tilsit. Von 1939 bis 1945 nahm er als Soldat am Zweiten Weltkrieg teil.
Haasler kam nach dem Kriegsende als Heimatvertriebener nach Niedersachsen und war seit 1946 als Rechtsanwalt in Greene tätig. Später zog er in den Landkreis Harburg, eröffnete eine Rechtsanwaltspraxis in Meckelfeld und erhielt 1949 auch die Zulassung als Notar. Daneben betätigte er sich seit 1949 in der Interessengemeinschaft der Vertriebenen.

## Partei
Haasler beantragte am 27. Mai 1937 die Aufnahme in die NSDAP und wurde rückwirkend zum 1. Mai desselben Jahres aufgenommen (Mitgliedsnummer 4.987.566). 1936 war er zudem der SA beigetreten.
Haasler war 1950 Mitbegründer des GB/BHE und 1950/51 stellvertretender Landesvorsitzender der Partei in Niedersachsen. Nach dem Eklat um die Nichtwahl von Eva Gräfin Finck von Finckenstein in den Bundesvorstand auf dem Bundesparteitag 1954 verließ Haasler am 12. Juli 1955 mit einem Großteil der Führungsriege die Partei. Am 20. März 1956 wurde er Mitglied der CDU.

## Abgeordneter
Haasler war von 1951 bis zu seiner Mandatsniederlegung am 2. Februar 1955 Mitglied des Niedersächsischen Landtages (2. Wahlperiode) und dort von 1951 bis 1953 Vorsitzender der GB/BHE-Fraktion. Zudem war er  Vorsitzender des Ausschusses für Vertriebenenfragen zwischen dem 28. Juni 1951 und dem 22. Oktober 1953. Dem Deutschen Bundestag gehörte er von 1953 bis 1957 an. Er war über die Landesliste Niedersachsen ins Parlament eingezogen. Ursprünglich für den GB/BHE gewählt verließ er am 12. Juli 1955 mit der sogenannten K.O.-Gruppe um Waldemar Kraft und Theodor Oberländer die Vertriebenen-Fraktion und schloss sich am 15. Juli 1955 als Gast der CDU/CSU-Fraktion an. Nachdem er der CDU beigetreten war, wurde er am 20. März 1956 auch ordentliches Mitglied der Fraktion. Von 1953 bis zum 15. März 1955 war Haasler Vorsitzender der GB/BHE-Fraktion im Deutschen Bundestag gewesen.